# Arbitrage statistique
Dans le monde de la finance et de l'investissement, l'arbitrage statistique a deux significations bien distinctes :
- dans la littérature académique, l'arbitrage statistique est défini par opposition à l'arbitrage déterministe[1] ;
- dans le domaine de la finance et de la bourse, l'arbitrage statistique fait référence à une catégorie particulière de gestion de fonds de spéculation utilisant des modèles statistiques complexes[2].